# Sapele (miasto)
Sapele to miasto i port w stanie Delta w Nigerii, leży nad rzeką rzeka Benin poniżej dopływu rzek rzeka Etiopia i Jamenson. Początkowo była wioską zamieszkaną przez plemiona Urhobo i Okpe. W połowie XIX wieku, Sapele została założona jako osada handlowa, sporadycznie odwiedzana przez Europejczyków. W 1891 r. rząd brytyjski utworzył w Sapele konsulat. W 1952 r. liczba ludności wynosiła 33638. Dziś miasto jest jednym z głównych portów Nigerii. W mieście funkcjonuje przemysł zajmujący się przetwarzaniem drewna, gumy i oleju palmowego, jak również mebli i produkcji obuwia. W 1995 r. miasto miało 135 800 mieszkańców, a na przełomie lat 2005–2006 – 142652 mieszkańców.

## Urodzeni w Sapele
- David Defiagbon – kanadyjski bokser
- Blessing Okagbare – nigeryjska lekkoatletka, sprinterka, trójskoczkini i skoczkini w dal
- Ola Rotimi – dramaturg